# Suplementos de cálcio
Suplementos de cálcio são os sais de cálcio usados numa série de condições. A suplementação geralmente só é necessária quando não há o suficiente de cálcio na dieta. Na boca, eles são usados para tratar e prevenir hipocalcemia, osteoporose e raquitismo. Por injeção em uma veia eles são utilizados para aumentar o baixo nível de cálcio no sangue, que está resultando em espasmos musculares e de hipocalcemia ou hipermagnesemia.
Efeitos csecundários comuns incluem constipação e náuseas. Quando tomado por via oral, a hipercalcemia é incomum. Os suplementos de cálcio, ao contrário de cálcio a partir de fontes dietéticas, parece aumentar o risco de pedras nos rins. Os adultos, geralmente, requerem cerca de um grama de cálcio por dia. O cálcio é particularmente importante para os ossos, músculos e nervos.
O uso médico de suplementos de cálcio começou no século 19. Faz parte da Lista de Medicamentos Essenciais da Organização Mundial de Saúde, uma lista dos mais eficazes e seguros medicamentos que são necessários em um sistema de saúde. Eles estão disponíveis como medicamento genérico. O custo no mundo em desenvolvimento é de cerca de 0,92 a 4,76 USD por mês. Nos Estados Unidos, o tratamento geralmente custa menos de 25 USD por mês. Versões também são vendidas em conjunto com a vitamina D.